# Robinson López
Robinson Fabián López Rivera (Sora, Boyacá, 17 de septiembre de 1996) es un ciclista de ruta profesional colombiano. Entre 2017 y 2021 cumplió una sanción de 4 años impuesta por la UCI —la cual venció el 1 de agosto de 2021— por violación a las reglas antidopaje (ADRV) al haber dado positivo por el uso de CERA (EPO de tercera generación) durante la Vuelta a Colombia 2017, en la que finalizó decimocuarto y había sido el ganador de la clasificación sub-23. Volvió a competir a finales de septiembre de 2021 en la Vuelta a Antioquia. Desde 2024 corre para el equipo colombiano GW Erco Shimano de categoría Continental.

## Palmarés
2017
- Campeonato de Colombia en Ruta sub-23

2024
- 1 etapa de la Vuelta Bantrab
- Vuelta a Guatemala, más 1 etapa[4]

2025
- 1 etapa del Tour de Gila

## Equipos
- Boyacá es para Vivirla (2017)
- GW Erco Shimano (2024-)